# Дубрава (Городецкий район)
Дубрава — деревня в Городецком районе Нижегородской области. Входит в состав Бриляковского сельсовета. В настоящее время фактически не существует, дома полностью разрушены, населения нет.

## История
В 1965 году Указом Президиума ВС РСФСР деревня Поганцево переименована в Дубрава.

## Население
| 2002 | 2010 |
| ---- | ---- |
| 1    | ↘0   |